# Landungsunterstützungsschiff

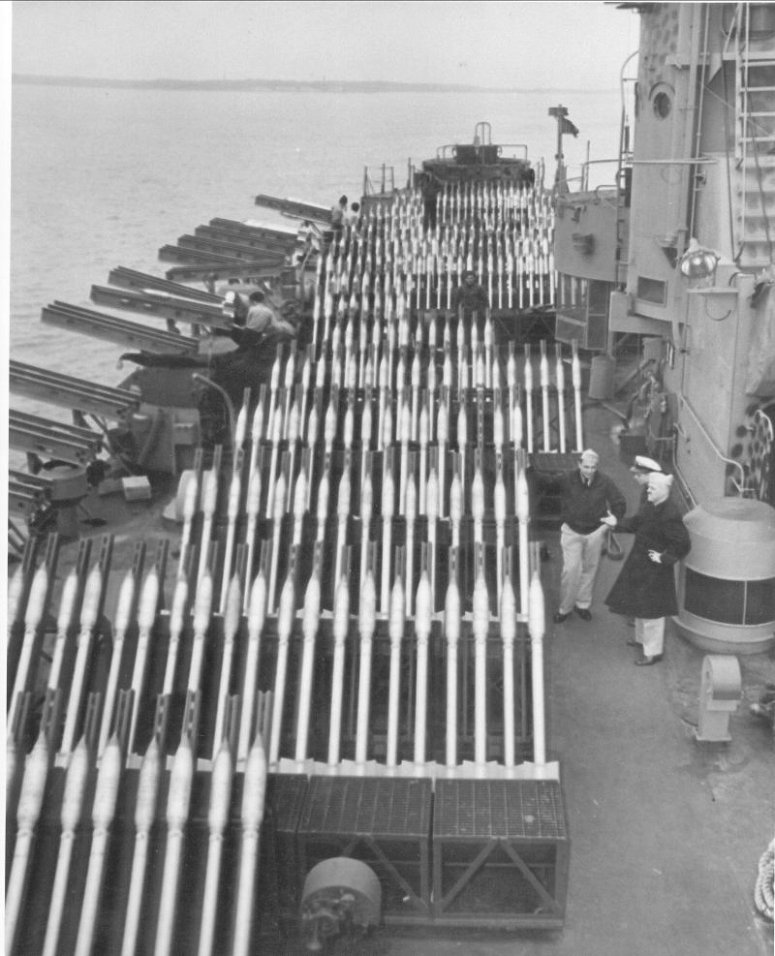
Raketenbewaffnung auf einem LSM(R)

Landungsunterstützungsschiffe sind Kriegsschiffe, deren Hauptaufgabe darin besteht, bei amphibischen Landungen Feuerunterstützung zu leisten. 

## Vereinigte Staaten von Amerika und Großbritannien
Die U.S. Navy entwickelte während des Zweiten Weltkriegs zwei Klassen von Landungsunterstützungschiffen. Diese Fahrzeuge sollten Kampfschiffe wie Schlachtschiffe, Kreuzer und Zerstörer beim Beschuss von Landungsstränden unterstützen.
Das „Landing Craft Support(Large)(Mark 3) LCS(L)(3)“, später als Landing Support Ship Large (LSSL) umdesigniert, war ein kleineres, einfach gebautes Fahrzeug von etwa 350 ts Verdrängung. Die Hauptbewaffnung bestand aus einem 76,2-mm-Geschütz (3"/50), weiteren leichten Rohrwaffen und zehn Raketenwerfern MK7. Es wurden 130 LSSL gebaut, von denen viele an andere Marinen abgegeben wurden.
Der Typ „Landing Ship Medium (Rocket)“ ist aus den mittleren Landungsschiffen der LSM-1-Klasse weiterentwickelt worden und war weit größer und stärker bewaffnet als die LSSL. Die Schiffe trugen außer einem 127-mm-Geschützturm eine umfangreiche Raketenbewaffnung und verdrängten etwa 1000 ts. Es wurden 60 LSM(R) in drei Versionen gebaut.
In Großbritannien entwickelte Landungsboote des Typs LCT wurden unter der Bezeichnung „Landing Craft Gun (Large)“ LCG(L) oder „Landing Craft, Tank (Rocket)“ LCT(R) für die Feuerunterstützung umgebaut. Vier dieser Boote wurden der U.S. Navy zur Verfügung gestellt.

## Deutschland

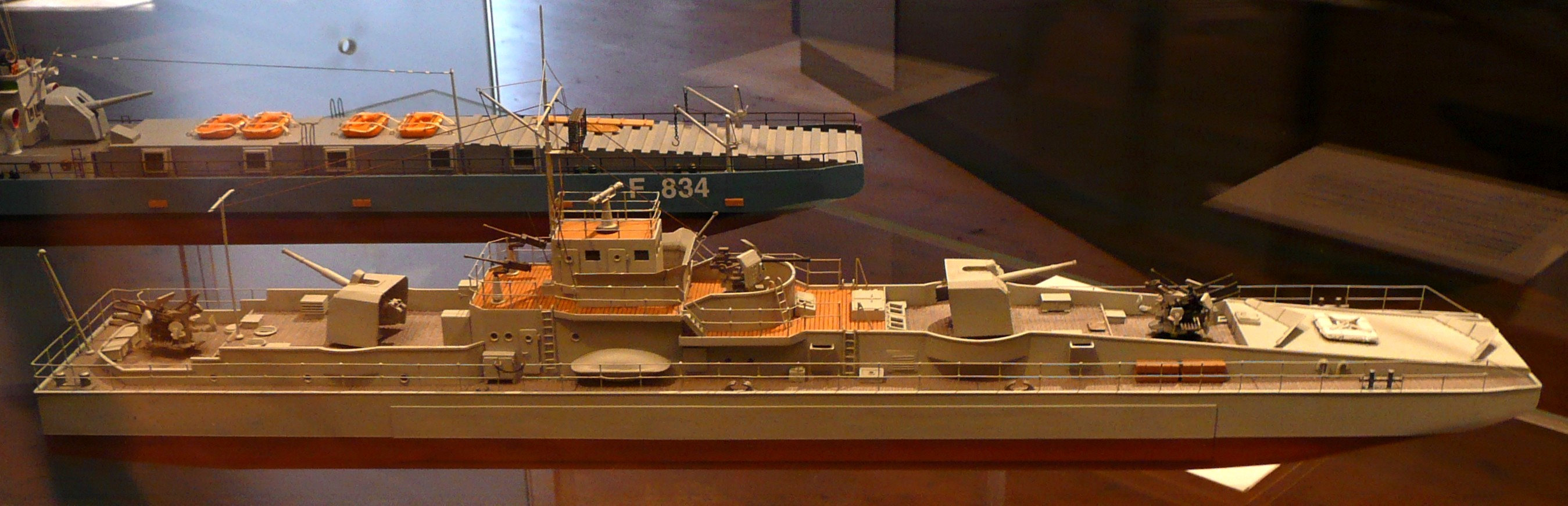
Modell eines Artilleriefährprahms

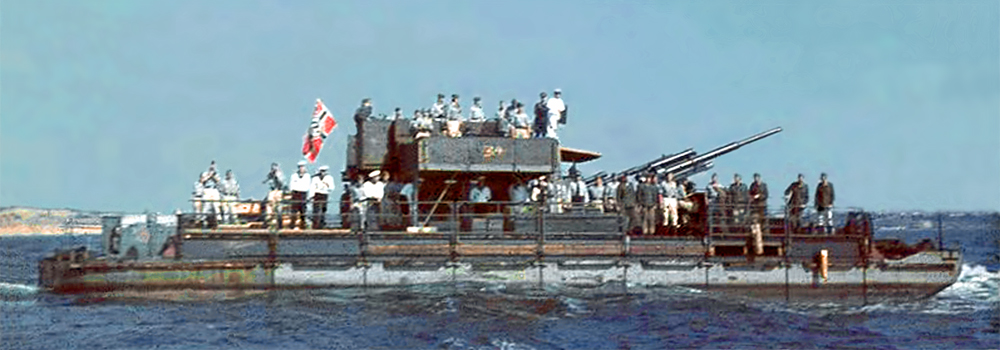
Zum Artillerieträger umgebaute Siebelfähre mit FlaK 8,8 cm

Die Kriegsmarine richtete eine Anzahl von Landungsbooten des Typs Marinefährprahm als Artillerieträger aus und bezeichnete sie als Artilleriefährprahm (AF). Sie hatten neben Sicherungsaufgaben für Landungsboote auch die Aufgabe der artilleristischen Unterstützung von Landungen. Außerdem wurden Landungsboote des Typs Siebelfähre für derartige Aufgaben umgebaut und ausgerüstet.
Die Bundesmarine erhielt 1958 zwei Einheiten der LSM(R)-501-Klasse aus Beständen der U.S. Navy. Diese Schiffe führten die Bezeichnung Landungsunterstützungsschiff Klasse 551 (Natter-Klasse). Sie wurden 1973 außer Dienst gestellt.